# Кропив'янка середземноморська
Кропи́в'янка середземномо́рська (Curruca melanocephala) — невеликий птах родини кропив'янкових, поширений в Середземномор'ї. В Україні рідкісний залітний птах.

## Опис

### Зовнішній вигляд

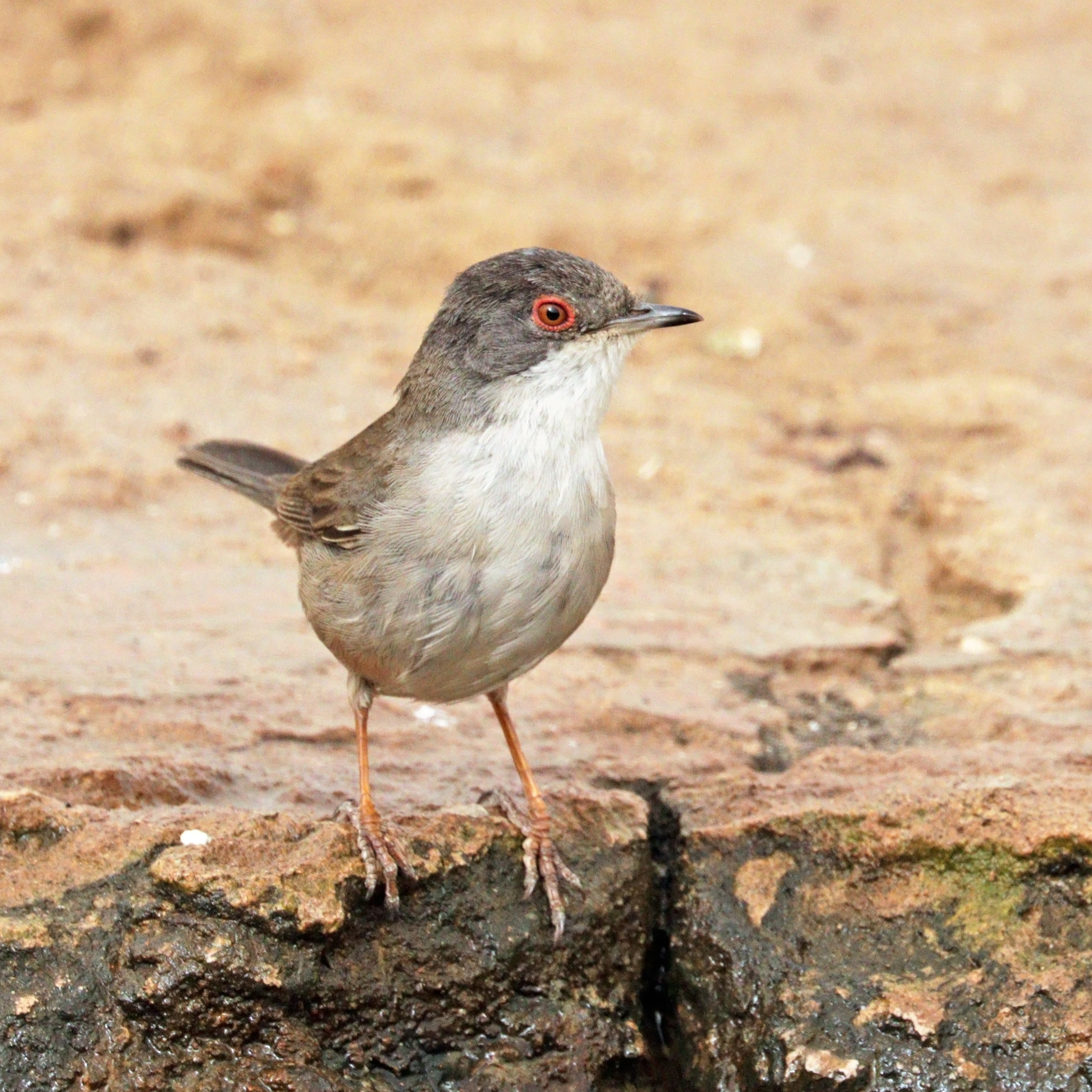
Доросла самка

Невеликий птах, трохи менший за горобця. Маса тіла 9-16 г, довжина тіла біля 13 см. У дорослого самця голова чорна; низ щік і горло білі; спина, поперек, надхвістя і верх крил сірі; воло і груди сіруваті; черево і підхвістя білі; махові пера сірувато-чорні; хвіст чорний, кілька пар зовнішніх стернових пер з білими верхівками, зовнішня частина крайніх стернових пер біла; дзьоб сірий; ноги жовтувато-бурі; райдужна оболонка ока червонувато-коричнева; навколоочне кільце жовтогаряче або червоне. У дорослої самки голова бурувато-сіра; спина, поперек, надхвістя і верх крил сірувато-бурі; воло і боки тулуба бурі. Молодий птах подібний до дорослої самки, але голова буріша; низ щік і горло сіруваті; черево і підхвістя буруваті; райдужна оболонка ока оливкова; навколоочного кільця нема.
Доросла середземноморська кропив'янка від чорноголової і співочої кропив'янок відрізняється жовтогарячим або червоним навколоочним кільцем, а також значним контрастом між білим горлом і сірим (дорослий самець) або бурим (доросла самка) низом тулуба; крім того, доросла самка від дорослої самки і молодої чорноголової кропив'янки — бурувато-сірою головою, а від позашлюбної дорослої самки кропив'янки Рюппеля — бурими тулубом і крилами; молодий від молодої прудкої кропив'янки — бурішим низом і світлішими покривними перами вух, хоча достовірно відрізнити складно.

### Звуки
Пісня — коротке скрипуче щебетання зі свистовими звуками; поклик — голосне «чек», скрипуче «трр — трр — трр» або «тью — тру».

## Поширення та місця існування

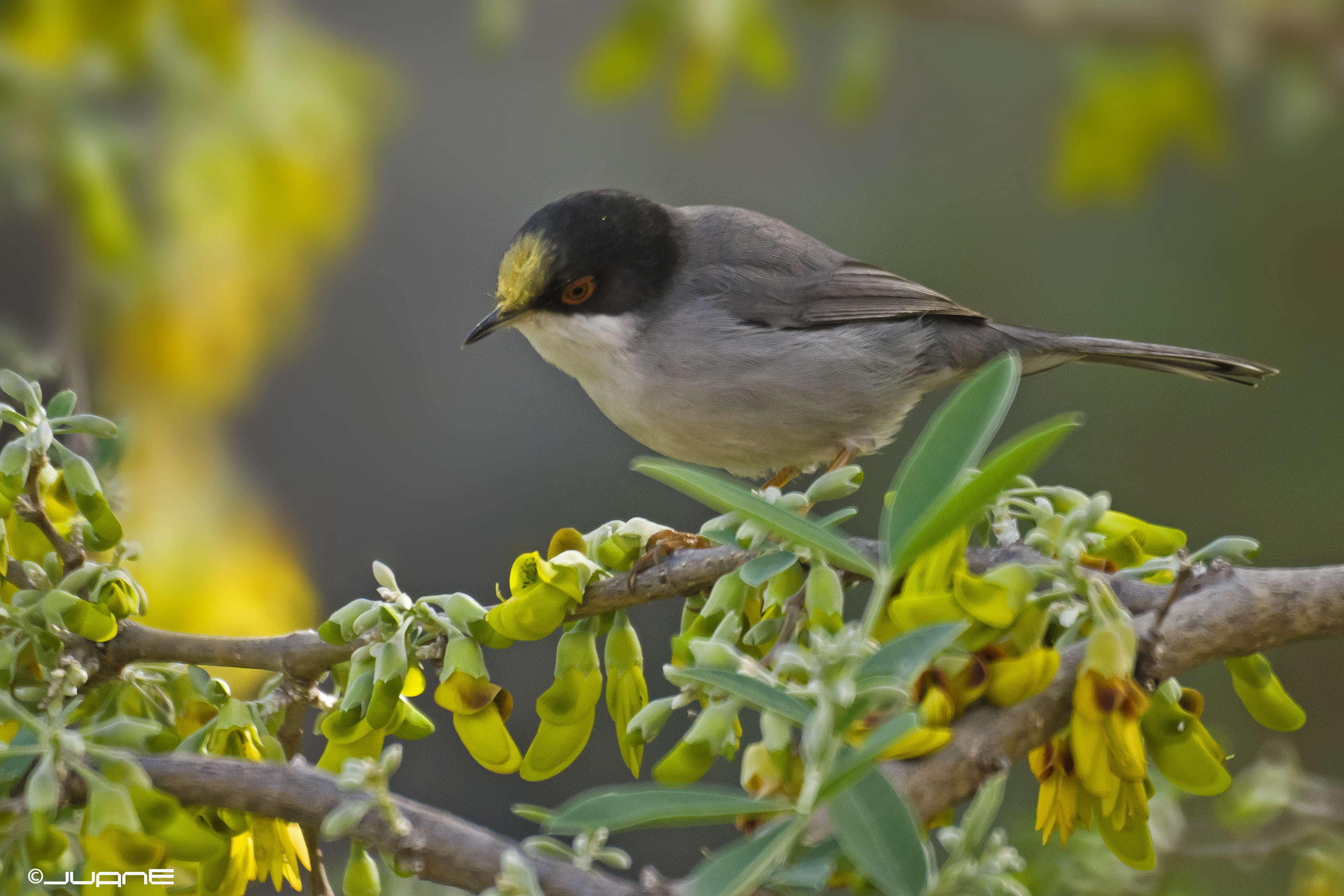
Самець підвиду S. m. leucogastra

Ареал охоплює терени навколо Середземного моря в Європі, Малій Азії та країнах Північної Африки. Завдяки м'якому клімату частина популяції є осілою, частина (з північних та східних регіонів) мігрують в Північну Африку.
В Україні рідкісний залітний вид, зареєстровано на півострові Тарханкут 9 та 13 квітня 1991 року та в березні 2025 року на території НПП «Тузлівські лимани».

## Підвиди
Виділяють 6 підвидів:
- Curruca melanocephala melanocephala (Gmelin, 1789)
- Curruca melanocephala leucogastra (Ledru, 1810)
- Curruca melanocephala momus (Hemprich & Ehrenberg, 1833)
- Curruca melanocephala norissae Nicoll, 1917
- Curruca melanocephala valverdei Cabot & Urdiales, 2005

## Гніздування

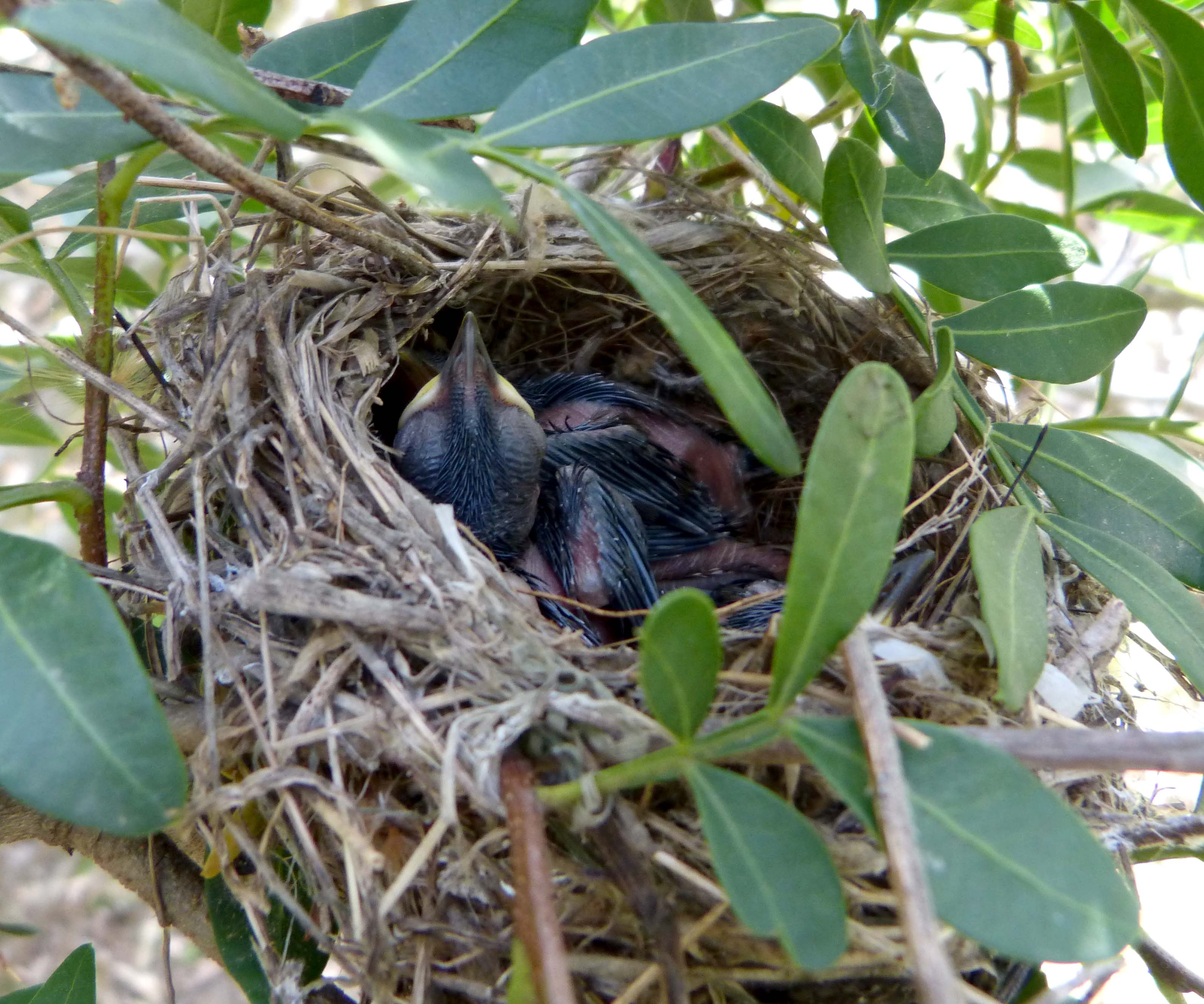
Пташенята в гнізді

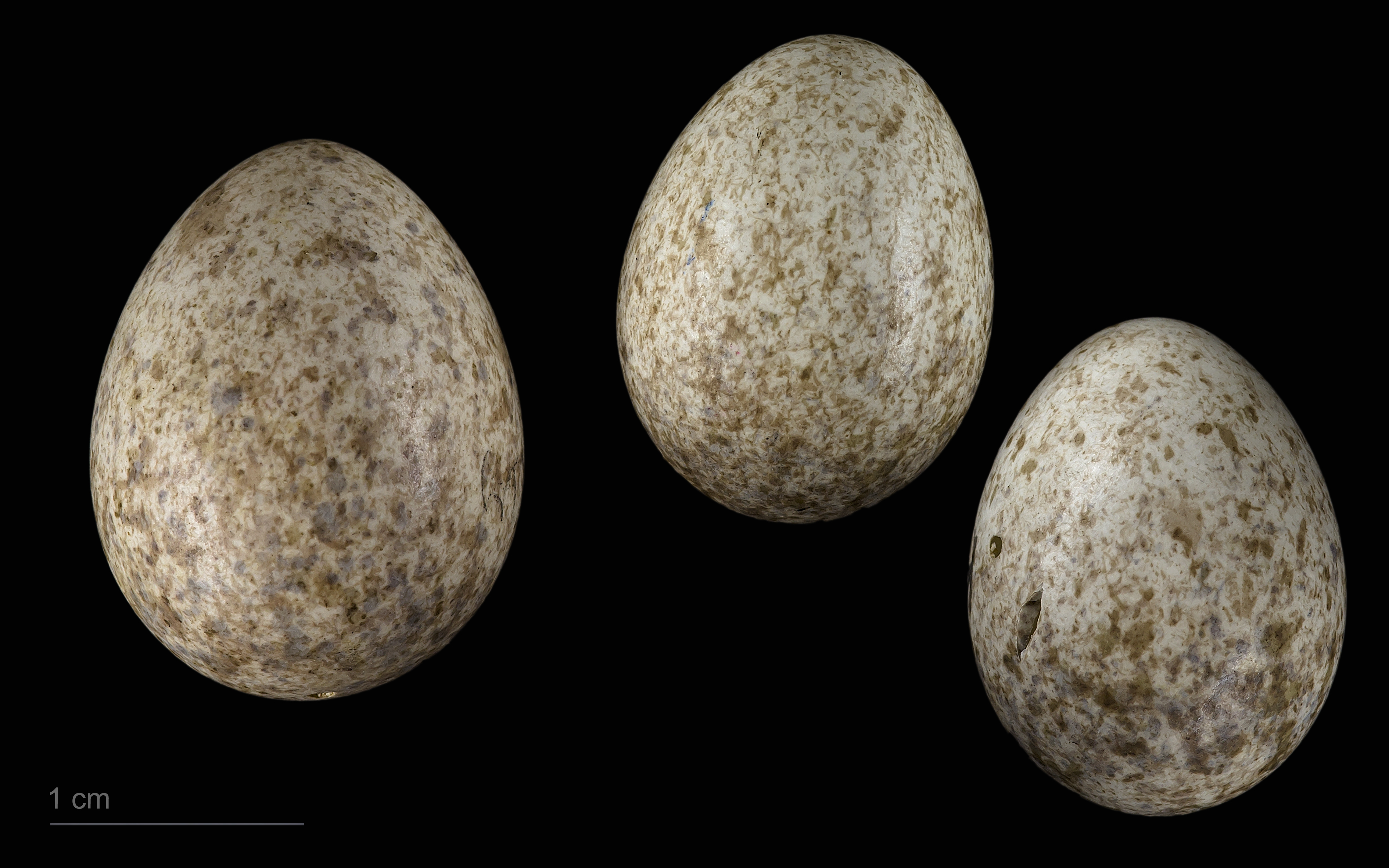
Яйце зозулі звичайної та яйця кропив'янки середземноморської, Тулузький музей

Гніздиться кропив'янка середземноморська як у природних, так і в урбанізованих біотопах із густим і високим чагарником, у відкритих, низькорослих лісах з підліском, а також в садах і гаях на висоті до 1200—1300 м та до 1800 м у північно-західній Африці. Віддає перевагу гніздуванню в лісах дуба кам'яного. Гніздовий період тримає з березня по червень. Гніздо влаштовує найчастіше на кущах на висоті 30-60 см. В Іспанії більшість гнізд влаштовують на дубі кермесовому. Повна кладка нараховує від 3 до 5 яєць. Інкубаційний період триває від 13 до 14 днів. Самець і самка змінюють один одного при насиджуванні. Пташенята залишають гніздо за 10-11 днів. Протягом сезону мають одну або дві кладки.

## Живлення
Живиться переважно різноманітними членистоногими, однак також багато споживають ягід, особливо в осінньо-зимовий період.

## Охорона
Вид включено до Боннської конвенції (Додаток ІІ) та Бернської конвенції (Додаток ІІ).